# Petro Marko

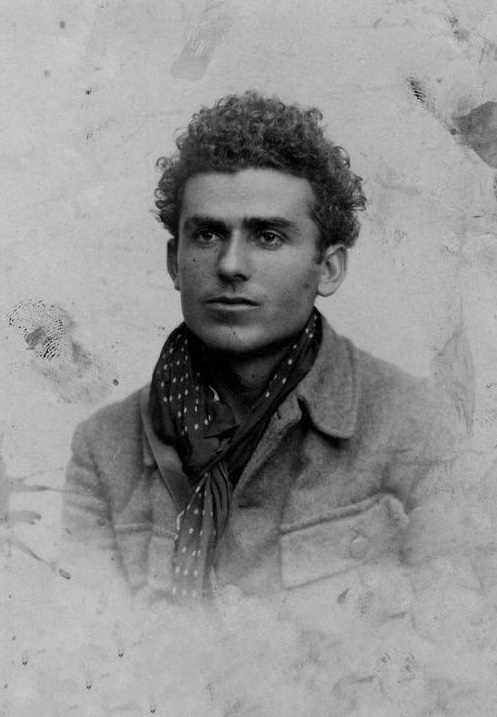
Porträt von Petro Marko (1943)

Petro Marko (* 25. November 1913 in Dhërmi; † 27. Dezember 1991) war ein albanischer Schriftsteller. Er ist einer der ersten und zugleich wichtigsten Autoren der modernen albanischen Literatur. Marko kann als „Gründervater“ moderner Prosa in Albanien angesehen werden und findet Anerkennung vor allem für seine innovativen Umgangsformen mit Erlebnissen und Geschehnissen sowie deren Beschreibung in seinen Werken.

## Leben
Petro Marko schloss 1932 in Vlora seine schulische Ausbildung an einer Handelsschule ab und begann im Alter von zwanzig Jahren in Tirana mit dem Verfassen von Gedichten und Kurzgeschichten, wobei er von Ernest Koliqi unterstützt und betreut wurde. Ende 1935 arbeitete er mit Branko Merxhani für die Zeitschrift Koha e Re („Neue Zeit“). Ab dem 1. März 1936 an schrieb Marko für die alle zwei Wochen in Tirana herausgegebene ABC, die nach kurzer Zeit von den königlichen Behörden Albaniens verboten wurde. Marko ist politisch im linken Spektrum zu verorten und besaß revolutionär-anarchistische Tendenzen.
Daraufhin begab er sich noch im selben Jahr nach Spanien. Mit rund vierzig weiteren Albanern schloss er sich im Spanischen Bürgerkrieg dem Garibaldi-Bataillon der Internationalen Brigaden an, um gegen den faschistisch geprägten Franquismus zu kämpfen. Zusammen mit Skënder Luarasi gab er damals in Madrid die albanischsprachige Zeitschrift Vullnetari i lirisë („Freiwilliger der Freiheit“) heraus. Die Erfahrungen, die Marko im Spanischen Bürgerkrieg sammelte, bilden die Grundlage für seinen Roman Hasta la vista.
1940 kehrte er nach Albanien zurück und wurde im Jahr darauf vom italienischen faschistischen Regime, dessen Satellitenstaat Albanien zu der Zeit war, gefangen genommen und in ein Gefängnis auf der Insel Ustica im Tyrrhenischen Meer gebracht. In seinem Roman Nata e Ustikës verarbeitete er die Erlebnisse dieser Haft.
Im Oktober 1944 konnte er wieder in seine Heimat zurückkehren und schloss sich den albanischen Kommunisten als Partisanenkämpfer an. Nachdem er dann dort für einige Jahre an der Zeitschrift Bashkimi („Gemeinschaft“) mitgewirkt hatte, wurde er im Mai 1947 während einer politischen Säuberungswelle von den Kommunisten inhaftiert, drei Jahre später aber wieder freigelassen. Marko widmete sich daraufhin erneut der Literatur und verfasste Prosawerke sowie Gedichte, bis ihm 1973 vom kommunistischen Regime untersagt wurde, weitere Werke zu veröffentlichen. 1982 wurde das Verbot wieder aufgehoben.

## Ehrungen
Im Jahr 2003 erhielt er vom albanischen Präsidenten postum den Orden Nderi i Kombit („Würde des Volkes“).
Ein Theater in Vlora trägt den Namen Petro Marko. Des Weiteren sind Straßen nach ihm in Vlora, Tirana, Cërrik und Prizren benannt.

## Werke
- Hasta la vista. Roman. Tirana 1958.
- Qyteti i fundit. Roman. Tirana 1960.
- Rrugë pa rrugë. Märchensammlung. Tirana 1964.
- Stina e armëve. Roman. 1964.
- Një emër në katër rrugë. Roman. Tirana 1973.
- Niku i Martin Gjinit. Drama. 1973.
- Nata e Ustikës. Roman. Tirana 1989.
- Intervistë me vetveten. Autobiografie. 2000.